# Borealosaurus wimani
Borealosaurus wimani (gr. "reptil viento del norte de Carl Wiman") es la única especie conocida del género extinto Borealosaurus de dinosaurio saurópodo titanosauriano, que vivió a  finales del período Cretácico, hace aproximadamente 89 y 84 millones de años, en el Santoniense, en lo que hoy es Asia. Borealosaurus medía aproximadamente 12 metros de largo y 4 de alto, con un peso estimado de 10 toneladas. La especie tipo fue llamada Borealosaurus wimani. El nombre proviene del griego Βορεąς (el viento del norte) y σαυρος (lagarto), con el nombre específico en honor al paleontólogo sueco Carl Wiman, quien nombrara a Euhelopus, el primer dinosaurio chino. Fue descrito por Hailu, Qiang, Lamanna, Jinglu y Yinxiang, en 2004 y descubierto en la Formación Sunjiawan en la provincia de Liaoning, China.
El holotipo es LPM0167, compuesto por vértebras caudales medio distales, además de los especímenes referidos LPM0169; una corona dental aislada y LPM0170, un húmero derecho. Borealosaurus se distingue de otros saurópodos por sus vértebras caudales mediodistales con opistocelos. La aparición de opistocelos caudales en Borealosaurus y en el saurópodo mongol Opisthocoelicaudia indica la posibilidad que estas taxones pertenecen a un grupo endémico de titanosaurianos del Cretáceo en Asia.  Sin embargo, en su visión general de los restos de saurópodos cretácicos de Asia central, Averianov y Sues consideraron a Borealosaurus un titanosaurio no litostrotiano debido a la falta del proceso procélico en las vértebras caudales medias.